# 이노우에 요시오
이노우에 요시오(일본어: 井上 善夫, 1941년 9월 27일 ~ 2019년 12월 31일)는 일본의 전 프로 야구 선수이다. 야마나시현 우에노하라시 출신이며 현역 시절 포지션은 투수였다.

## 인물
니혼 대학 제2고등학교 시절인 2학년 때 에이스로서 1958년 가을에 열린 도쿄 지구 대회 결승에 올랐다. 니혼 대학 제3고등학교의 지하라 요자부로와 투수전을 펼치면서 1대 0의 완봉승을 거두었고 이듬해 1959년 춘계 선발 대회(제31회 선발 고등학교 야구 대회) 출전을 결정지었다. 선발 대회 1차전에서는 이 대회 준우승을 차지한 기후 상업고등학교(기후현)에게서 0대 9로 대패했는데 당시 기후 상업고등학교 선수 중에서는 다카기 모리미치가 있었다. 같은 해 하계 선수권 대회(제41회 전국 고등학교 야구 선수권 대회)에도 출전하여 8강에 진출했지만 도호쿠 고등학교(미야기현)의 미네기시 유키오, 하야마 지로 등 두 명의 투수와 맞대결을 펼친 끝에 2대 3으로 석패했다. 그 후에는 고교 일본 대표로서 이시구로 가즈히로, 아사이 시게지 등과 함께 하와이 원정 멤버로 발탁됐다. 가을에 열린 도쿄 국체에서는 결승전에서 헤이안 고등학교(교토시)의 후지노 다카시 투수와의 맞대결에서 승리하여 첫 우승을 장식했다.
이듬해인 1960년 니시테쓰 라이온스에 입단하여 1961년부터 선발진의 일원을 맡아 겨우 1승에 그칠 정도로 기대 이하의 모습을 보였지만 이듬해부터는 선발과 마무리로서 안정된 성적을 남겼다. 1963년에는 리그 우승에 기여했고 그해 일본 시리즈에서는 5차전에 선발로 나왔지만 패전 투수가 됐다. 1964년 5월 16일 한큐 브레이브스전에서 노히트 노런을 달성했다. 이를 계기로 여세를 몰아 그 해엔 17승을 올리는 등 좋은 성적을 남겼고 그 다음해인 1965년에도 11승을 올렸다. 하지만 그 이후에는 성적이 좀처럼 오르지 않았고 1968년에는 요미우리 자이언츠에 마스다 아키오, 요시다 가쓰토요와의 맞트레이드로 이적했지만 4경기 등판에 그쳤고, 시즌 종료 후 자유 계약 선수가 됐다. 1969년에 히로시마 도요 카프로 이적해 구위의 쇠약함을 조절해나가며 이를 커버하고 중간 계투로서 활약했다. 1971년 시즌 종료 후 현역에서 은퇴했다.
그 후 도쿄도 에비스에서 음식점을 경영했고 2006년 8월 10일 후지 TV에서 방송된 《웃어도 좋다고!》의 코너 ‘한여름 특별 기획: 우리 청춘에 후회없다고!!’에 출연하여 오랜만에 공개적으로 모습을 드러냈다.
2019년 12월 31일에 패혈증으로 사망했다는 사실이 니시테쓰의 후신인 세이부 라이온스 구단이 보도 자료를 냈다.

## 선수로서의 특징
현역 시절에 힘 있는 속구와 슬라이더, 커브, 슈토 등을 주무기로 삼았다.

## 상세 정보

### 출신 학교
- 니혼 대학 제2고등학교

### 선수 경력
- 니시테쓰 라이온스(1960년 ~ 1967년)
- 요미우리 자이언츠(1968년)
- 히로시마 도요 카프(1969년 ~ 1971년)

### 개인 기록
- 노히트 노런 : 1회(1964년 5월 16일, 대 한큐 브레이브스 전, 헤이와다이 야구장) ※역대 30번째
- 올스타전 출장 : 1회(1964년)

### 등번호
- 11(1960년 ~ 1967년)
- 28(1968년)
- 81(1969년 ~ 1971년)

### 연도별 투수 성적
| 연 도       | 소 속       | 등 판 | 선 발 | 완 투 | 완 봉 | 무 4 구 | 승 리 | 패 전 | 세 이 브 | 홀 드 | 승 률 | 타 자 | 이 닝  | 피 안 타 | 피 홈 런 | 볼 넷 | 고 4 | 몸 맞 | 탈 삼 진 | 폭 투 | 보 크 | 실 점 | 자 책 점 | 평 자 책 | W H I P |
| ----------- | ----------- | ----- | ----- | ----- | ----- | ------- | ----- | ----- | -------- | ----- | ----- | ----- | ------ | -------- | -------- | ----- | ---- | ----- | -------- | ----- | ----- | ----- | -------- | -------- | ------- |
| 1960년      | 니시테쓰    | 22    | 4     | 0     | 0     | 0       | 0     | 1     | --       | --    | .000  | 213   | 51.1   | 50       | 2        | 16    | 0    | 3     | 24       | 0     | 0     | 20    | 18       | 3.16     | 1.29    |
| 1961년      | 니시테쓰    | 41    | 15    | 0     | 0     | 0       | 1     | 7     | --       | --    | .125  | 458   | 110.1  | 106      | 10       | 30    | 0    | 6     | 86       | 0     | 0     | 52    | 46       | 3.75     | 1.23    |
| 1962년      | 니시테쓰    | 52    | 18    | 2     | 1     | 0       | 8     | 7     | --       | --    | .533  | 674   | 159.2  | 165      | 18       | 37    | 3    | 8     | 123      | 3     | 0     | 80    | 67       | 3.78     | 1.27    |
| 1963년      | 니시테쓰    | 36    | 14    | 4     | 2     | 0       | 6     | 4     | --       | --    | .600  | 479   | 114.2  | 111      | 10       | 31    | 3    | 2     | 74       | 0     | 0     | 53    | 44       | 3.45     | 1.24    |
| 1964년      | 니시테쓰    | 60    | 29    | 8     | 3     | 1       | 17    | 11    | --       | --    | .607  | 1031  | 247.2  | 234      | 17       | 74    | 2    | 7     | 106      | 4     | 0     | 102   | 89       | 3.23     | 1.24    |
| 1965년      | 니시테쓰    | 41    | 25    | 5     | 2     | 1       | 11    | 15    | --       | --    | .423  | 702   | 168.2  | 158      | 19       | 50    | 3    | 0     | 75       | 0     | 0     | 72    | 66       | 3.52     | 1.23    |
| 1966년      | 니시테쓰    | 29    | 11    | 0     | 0     | 0       | 2     | 4     | --       | --    | .333  | 277   | 66.2   | 64       | 5        | 14    | 1    | 3     | 33       | 0     | 0     | 26    | 21       | 2.84     | 1.17    |
| 1967년      | 니시테쓰    | 35    | 10    | 0     | 0     | 0       | 1     | 6     | --       | --    | .143  | 386   | 94.0   | 90       | 4        | 19    | 0    | 6     | 48       | 1     | 0     | 30    | 26       | 2.49     | 1.16    |
| 1968년      | 요미우리    | 4     | 0     | 0     | 0     | 0       | 0     | 0     | --       | --    | ----  | 22    | 5.0    | 8        | 1        | 0     | 0    | 0     | 5        | 0     | 0     | 3     | 3        | 5.40     | 1.60    |
| 1969년      | 히로시마    | 7     | 2     | 0     | 0     | 0       | 0     | 1     | --       | --    | .000  | 49    | 9.1    | 15       | 1        | 5     | 0    | 2     | 8        | 1     | 0     | 6     | 6        | 5.79     | 2.14    |
| 1970년      | 히로시마    | 27    | 1     | 0     | 0     | 0       | 1     | 1     | --       | --    | .500  | 118   | 28.2   | 24       | 2        | 8     | 1    | 6     | 21       | 0     | 0     | 14    | 13       | 4.08     | 1.12    |
| 1971년      | 히로시마    | 25    | 0     | 0     | 0     | 0       | 0     | 1     | --       | --    | .000  | 102   | 24.2   | 18       | 2        | 7     | 1    | 3     | 9        | 0     | 0     | 9     | 8        | 2.92     | 1.01    |
| 통산 : 12년 | 통산 : 12년 | 379   | 129   | 19    | 8     | 2       | 47    | 58    | --       | --    | .448  | 4511  | 1080.2 | 1043     | 91       | 291   | 14   | 46    | 612      | 9     | 0     | 467   | 407      | 3.39     | 1.23    |